# علي بن حسن العطاس
علي بن حسن العطاس صاحب المشهد (1121 - 1172 هـ) عالم دين وشاعر ومصلح اجتماعي من حضرموت ومن أبرز أعلام القرن الثاني عشر الهجري في شبه جزيرة العرب كما أشارت إلى ذلك العديد من المراجع العربية والأجنبية التي كتبت عنه وترجمت له. سلك سبيل الدعوة إلى الله وإرشاد الناس، وأمضى حياته في طلب العلم والأخذ منه في مختلف الفروع والمجالات العلمية المعروفة في عصره وما قبل عصره، وفي نشر العلم والمعرفة حيث تربى وتخرج به وبتلامذته المئات من العلماء والدعاة. وله مساعيه في إصلاح ذات البين بين مختلف القبائل والأسر في منطقته ومن كافة الشرائح الاجتماعية، وفي ترسيخ الأمن والأمان، وتأمين الطرق والمارة في تلك المنطقة. وهو المؤسس لقرية المشهد بحضرموت وأول من سكن فيها.

## نسبه
علي بن حسن بن عبد الله بن حسين بن عمر بن عبد الرحمن العطاس بن عقيل بن سالم بن عبد الله بن عبد الرحمن بن عبد الله بن عبد الرحمن السقاف بن محمد مولى الدويلة بن علي بن علوي الغيور بن الفقيه المقدم محمد بن علي بن محمد صاحب مرباط بن علي خالع قسم بن علوي بن محمد بن علوي بن عبيد الله بن أحمد المهاجر بن عيسى بن محمد النقيب بن علي العريضي بن جعفر الصادق بن محمد الباقر بن علي زين العابدين بن الحسين السبط بن الإمام علي بن أبي طالب، والإمام علي زوج فاطمة بنت محمد ﷺ.
فهو الحفيد 31 لرسول الله محمد ﷺ في سلسلة نسبه.

## مولده ونشأته
ولد في بلدة حريضة في حضرموت سنة 1121 هـ، ووالدته هي فاطمة بنت أبي بكر بن شيبان بن إسحاق من قرية هينن. مات أبوه وهو في الثالثة من عمره، فكفله وتولى تربيته والعناية به جده عبد الله بن حسين، ثم لاحظه واعتنى به جده الأكبر حسين بن عمر بن عبد الرحمن. بدأ تعليمه القرآن على يد المعلم سالم بن علي بن عمر باعنتر، وبعد أن ختم القرآن وحفظه بدأ في طلب العلم عند جده حسين بن عمر، فقرأ عليه الكثير من الكتب، وكان أول كتاب قرأه عليه «بداية الهداية» للإمام الغزالي، ثم أمره جده الحسين بالقراءة على جده عبد الله بن حسين، وبعد وفاة جده حسين بن عمر قرأ على أولاده الأربعة عبد الله وأحمد وعلي ومحسن في الفقه والتفسير والتصوف والطب واللغة وحفظ التفاسير كلها قديمها وحديثها. وكان حريصاً على مجالس الذكر ومجامع الخير، شديد الذكاء، سريع الإدراك قوي الحافظة، إذا قرأ شيء من الكتب بقي في ذهنه ولو بعد مدة نثراً كان أو نظماً.

## شيوخه
وكان شغوفاً بتحصيل العلم، وتنقل في جهات حضرموت كلها لطلب العلم، فقد أخذ عن مشايخ كثر منهم:

## تلاميذه
أما من أخذ عنه وتتلمذ على يديه واتصل به فهم كثيرون منهم أولاده وغيرهم الكثير منهم:

## هجرته للهجرين وتأسيسه للمشهد
وقد هاجر من حريضة إلى الهجرين عام 1150 هـ وابتنى له دار هناك وهي إلى الآن معمورة، ثم أسس بلد المشهد سنة 1159 هـ المعروف بالغيوار سابقًا في بداية وادي دوعن، وكان موقع للصوص وقطاع الطريق، فانتقل إليه ليقطع دابر الأشرار ويحوله إلى دار أمن وأمان، وحفر به العديد من الآبار وأقام مسجده المعمور إلى يومنا هذا، وقد أسسه على خمس خصال هي: الكون في عون جميع المسلمين، أنس المستوحشين، سقي العاطشين، صلة المنقطعين، أمان الخائفين. وبعد أن أرسى تأسيس المشهد سعى إلى عقد هدنة شاملة بين جميع قبائل حضرموت المتنازعة، وضم غيرها من القبائل المجاورة، وحدد لها هدنة في العام شهرًا واحدًا يصادف شهر ربيع الأول، وأعلن أن الهدنة تتجدد بشكل دوري في كل سنة وأخذ العهود والمواثيق من جميع القبائل، ودعاها أن تحترم هذا الشهر ويبقى «حرم». وقد أوفت له جميع القبائل العهود والمواثيق وتحول المشهد في ذكرى مولد الرسول ﷺ إلى مزار كبير تقام فيه الدروس والمواعظ الدينية وقراءة القرآن والأدعية، وفي ليلة الخامس عشر من نفس الشهر يتم قراءة المولد وتقام فيه سوقا كبيرا تفد إليه جميع تجار حضرموت للبيع والشراء، وتشهد ساحاته الزوامل والمساجلات وأصبحت هذه الزيارة عادة سنوية تقام بالمشهد إلى يومنا هذا.

## مؤلفاته
وله مؤلفات كثيرة من أهمها:
- «القرطاس» في جزئين: 
  - الجزء الأول في تاريخ وترجمة جده الحبيب عمر بن عبد الرحمن العطاس
  - الجزء الثاني في شرح راتب الحبيب عمر بن عبد الرحمن العطاس
- «سفينة البضائع وضمينة الضوائع»
- «المقصد في شواهد المشهد»
- «الرياض المؤنقة في الألفاظ المتفرقة»
- «العطية الهنية والوصية المرضية»
- «الرسائل المرسلة والوسائل الموصلة»
- «الشوارد والشواهد»
- «خلاصة المغنم وبغية المهتم في اسم الله الأعظم»
- «المختصر في سيرة سيد البشر»
- «الإشارة الذكية إلى بعض ألفاظ الوصية»
- «شرح مقامات الحريري»
- «مزاج التسنيم في حكم لقمان الحكيم»
- «سلوة المحزون وعزوة الممحون»
- «الحضرة الربانية والنظرة الرحمانية»
- «التحفة السنية»
- «قلائد الحسان وفرائد اللسان» ديوان شعر على المنوالين الحكمي والحميني

## وفاته
توفي بالمشهد ليلة الجمعة الثاني عشر من شهر ربيع الثاني سنة 1172 هـ ودفن بها، وعلى مدفنه تابوت عظيم تحت قبة كبيرة معمورة بالزائرين خلال زيارته السنوية الكبرى يوم الثاني عشر من شهر ربيع الأول من كل عام حيث يجتمع لأجلها الجموع الغفيرة من كل ناحية قريبة وبعيدة.

### استشهادات
1. ↑  المشهور، عبد الرحمن بن محمد (1404 هـ). شمس الظهيرة. جدة، المملكة العربية السعودية: عالم المعرفة. ج. الجزء الأول. ص. 258 - 261. مؤرشف من الأصل في 2018-05-21. {{استشهاد بكتاب}}: تحقق من التاريخ في: |تاريخ= (مساعدة)
2. ↑  باكثير، عبد الله بن محمد (1405 هـ). رحلة الأشواق القوية إلى مواطن السادة العلوية. ص. 121 - 123. مؤرشف من الأصل في 2018-08-09. اطلع عليه بتاريخ أغسطس 2020. {{استشهاد بكتاب}}: تحقق من التاريخ في: |تاريخ الوصول= و|تاريخ= (مساعدة)

## وصلات خارجية
- زيارة الحبيب علي بن حسن العطاس في قرية المشهد بدوعن - عدن الغد.